# Egon Waldmann
Egon Waldmann (* 9. April 1902 in Wien; † 10. Juli 1972 in Basel) war Schauspieler, Operettensänger und Theaterregisseur.

## Leben
Egon Waldmann war der Vater des Theater- und Kulturjournalisten Thomas Waldmann (geboren 1951). Er erhielt die Schauspielausbildung in Wien an einer von Karl Arnau gegründeten Theaterschule und debütierte 1927 am Landestheater Innsbruck in der Rolle des Lanzelot Gobbo in Shakespeares Der Kaufmann von Venedig. Es folgte 1928–1931 ein Engagement am Landestheater Neustrelitz. Im Jahr 1931 holte ihn Eugen Keller als Spielleiter und Schauspieler an das Stadttheater Würzburg. Ab 1932 war er in gleichen Funktionen am Landestheater Linz tätig. Ab 1934 trat Egon Waldmann auf diversen Revue- und Varietébühnen in Wien, Budapest, Bukarest und schliesslich auch in der Schweiz (Zürich, Basel Küchlin Theater) sowie in Amsterdam auf, blieb aber bis März 1938 wohnhaft in Wien. Im selben Jahr flüchtete er vor dem nationalsozialistischen Regime aus Österreich, nach dem Anschluss an Nazi-Deutschland, und emigrierte in die Schweiz.
Ab 1940 setzte er seine Bühnenlaufbahn am Städtebundtheater Biel-Solothurn als Operettenbuffo, Schauspieler und Regisseur fort (Direktion: Leo Delsen). Die nächste Station führte ihn 1946 an das Stadttheater Luzern, ab 1947 auch als Regisseur. 1948–1952 war er unter der Direktion von Markus Breitner am Stadttheater Chur engagiert; ab 1950 auch in der Funktion als Oberspielleiter und stellvertretender Direktor. Von 1944 bis 1965 trat er regelmässig auch im Sommertheater Winterthur, ebenfalls unter Breitner, auf. Ab 1942 auch mehrfach am Rudolf-Bernhard-Theater in Zürich, bis in die 1960er-Jahre. Von 1952 an sind weitere Engagements an verschiedenen Theaterbühnen in der Schweiz dokumentiert (1952/1953 Ateliertheater Bern), (1953–1955 Komödie Basel) und (1955–1959 wiederum Städtebundtheater Solothurn-Biel, nun unter der Direktion von Markus Breitner). Ab 1959 war Waldmann bis zu seinem Tod im Jahr 1972 Mitglied des Ensembles der Komödie Basel, bis 1969 unter der Direktion von Egon Karter, dann bei den Basler Theatern unter Werner Düggelin. In Basel war er zudem von 1965 bis 1969 Regisseur am Theater Fauteuil. 
Egon Waldmann spielte zudem in einer Fernsehproduktion mit. So war er 1962 in Mein Bruder Jacques unter der Regie von Rolf Lansky mit Johannes Heesters und Eleonore Schroth als Raymond zu sehen, eine Aufzeichnung der Bühneninszenierung der Komödie Basel, die auch auf Tournee durch deutsche Theater gezeigt wurde. Weiterhin ist eine Mitwirkung in einer Hörspielproduktion des Hessischen Rundfunks aus dem Jahr 1966 nachgewiesen. Darüber hinaus betätigte er sich vereinzelt auch als Übersetzer von Theaterwerken.

## Filmografie
- 1962: Mein Bruder Jacques (Fernsehfilm)

## Hörspiel
- 1966: Jean Bruller: Der menschenfreundliche Mörder. (Obmann der 2. Geschworenenbank) Regie: Werner Hausmann – Hessischer Rundfunk